# Tennistoernooi van Adelaide 2024
Het tennistoernooi van Adelaide van 2024 werd van maandag 8 tot en met zaterdag 13 januari 2024 gespeeld op de hardcourtbuitenbanen van het Memorial Drive Park in de Australische stad Adelaide. De officiële naam van het toernooi was Adelaide International.
Het toernooi bestond uit twee delen:
- WTA-toernooi van Adelaide 2024, het toernooi voor de vrouwen
- ATP-toernooi van Adelaide 2024, het toernooi voor de mannen

## Toernooikalender
| Adelaide          | januari 2024 | januari 2024 | januari 2024 | januari 2024 | januari 2024 | januari 2024 |
| Adelaide          | maa 8        | din 9        | woe 10       | don 11       | vrĳ 12       | zat 13       |
| ----------------- | ------------ | ------------ | ------------ | ------------ | ------------ | ------------ |
| vrouwenenkelspel  | 1e ronde     | 1e ronde     | 2e ronde     | kwartfinale  | halve finale | finale       |
| vrouwendubbelspel | 1e ronde     | 1e ronde     | 2e ronde     | halve finale | finale       |              |
| mannenenkelspel   | 1e ronde     | 1e ronde     | 2e ronde     | kwartfinale  | halve finale | finale       |
| mannendubbelspel  | 1e ronde     | 1e ronde     | 2e ronde     | kwartfinale  | halve finale | finale       |

ATP-toernooi van Adelaide – WTA-toernooi van Adelaide

2020 · 2021 · 2022-1 · 2022-2 · 2023-1 · 2023-2 · 2024 · 2025